# Saint-Just-Sauvage
Saint-Just-Sauvage é uma comuna francesa na região administrativa do Grande Leste, no departamento de Marne. Estende-se por uma área de 17.74 km², e possui 1.437 habitantes, segundo o censo de 2018, com uma densidade de 81 hab/km².